# Hagneck
Hagneck is een gemeente en plaats in het Zwitserse kanton Bern en maakt deel uit van het district Seeland.
Hagneck telt 405 inwoners.